# Empty Souls
"Empty Souls" é uma canção da banda britânica de rock Manic Street Preachers, lançada em janeiro de 2005 como o segundo e último single do álbum Lifeblood, lançado no final de 2004.
A música foi produzida como uma resposta aos ataques de 11 de setembro de 2001. O clipe foi gravado em Berlim e, como single, foi lançado em duas versões diferentes em CD e também um DVD com clipes e o conteúdo dos dois CDs.

## Faixas
CD single 1
1. "Empty Souls (versão single)" – 4:09
2. "All Alone Here" – 3:16

CD single 2
1. "Empty Souls (versão do álbum)" – 4:09
2. "No Jubilees" – 3:42
3. "Litany" – 3:29
4. "Empty Souls" (vídeo)

DVD
1. "Empty Souls" (vídeo)
2. "Dying Breeds" (vídeo) – 3:59
3. "Failure Bound" – 2:53

## Paradas
| Paradas (2005)   | Melhor posição |
| ---------------- | -------------- |
| UK Singles Chart | 2              |

Performance no Reino Unido
| Posição | 2 | 26 |

## Ficha técnica
Banda
- James Dean Bradfield - vocais, guitarra
- Nicky Wire - baixo
- Sean Moore - bateria